# 林波波省省長
林波波省省长是南非林波波省的政府首腦。現任林波波省省长為非洲人國民大會的史丹利·馬塔巴薩，他於2013年7月18日就任。

## 林波波省省长列表
| 姓名                  | 當選日期      | 離任日期      | 政黨           |
| --------------------- | ------------- | ------------- | -------------- |
| 格阿科·拉馬和迪       | 1994年5月7日  | 2004年4月22日 | 非洲人國民大會 |
| 凱瑟琳·馬布扎（代理） | 2004年4月22日 | 2004年4月26日 | 非洲人國民大會 |
| 塞洛·莫洛托           | 2004年4月26日 | 2009年3月2日  | 非洲人國民大會 |
| 卡塞爾·馬泰勒         | 2009年3月3日  | 2013年7月18日 | 非洲人國民大會 |
| 史丹利·馬塔巴薩       | 2013年7月18日 | 現任          | 非洲人國民大會 |

## 外部連結
- Official website